# برانكو كوكر
برانكو كوكر (بالسيريلية الصربية: Бранко Кокир) مواليد 28 أغسطس 1974 في كارلوفاتش، جمهورية يوغوسلافيا الاشتراكية الاتحادية، هو لاعب كرة يد صربي سابق لعب كظهير أيسر. حقق المركز الثالث في بطولة العالم لكرة اليد للرجال 1999.

## الميداليات
| الميدالية | المسابقة                           |
| --------- | ---------------------------------- |
| برونزية   | بطولة العالم لكرة اليد للرجال 1999 |
| برونزية   | بطولة العالم لكرة اليد للرجال 2001 |